# Arandon
Arandon korábbi község (település) Franciaországban, Isère megyében. 2017. január 1-jén Passins községgel egyesült és Arandon-Passins új község része lett.
Lakosainak száma 678 fő (2018. január 1.). Arandon Saint-Victor-de-Morestel, Courtenay, Creys-Mépieu és Passins községekkel határos.

## Népesség
A település népességének változása:
| Lakosok száma | 388  | 426  | 391  | 398  | 405  | 575  | 601  | 623  | 638  | 678  |
|               | 1968 | 1975 | 1982 | 1990 | 1999 | 2011 | 2013 | 2015 | 2017 | 2018 |